# Palicourea cornifolia
Palicourea cornifolia är en måreväxtart som beskrevs av Paul Carpenter Standley. Palicourea cornifolia ingår i släktet Palicourea och familjen måreväxter.
Artens utbredningsområde är Bolivia. Inga underarter finns listade i Catalogue of Life.